# المذكرات الحقيقية تماما لهندي غير متفرغ
اليوميات الحقيقية تمامًا لهندي غير متفرغ هي رواية سردية من تأليف شيرمان أليكسي من منظور مراهق أمريكي أصلي، أرنولد سبيريت جونيور المعروف أيضًا باسم جونيور وهو رسام كاريكاتير واعد يبلغ من العمر 14 عامًا..  تدور أحداث الرواية حول حياة جونيور في محمية سبوكان الهندية وقراره بالذهاب إلى مدرسة ثانوية عامة للبيض بعيدًا عن المحمية. تتضمن الرواية المصورة 65 رسمًا توضيحيًا كوميديًا تساعد في تعزيز الحبكة. 
على الرغم من استحسان النقاد، إلا أن الرواية كانت أيضًا موضوعًا للجدل وظهرت باستمرار في القائمة السنوية للكُتب الأكثر تحديًا بشكل مُتكرر منذ عام 2008 وهي قائمة تشمل أكثر الكتب المطلوب إزالتها أو تقييد وصول الجمهور إليها،  لتصبح الرواية الأكثر تحديًا في الفترة من 2010 إلى 2019.  ينبع الجدل من كيفية وصف الرواية للكحول والفقر والتنمر والعنف والجنس والشره المرضي. ونتيجة لذلك، اعترضت عليه مجموعة صغيرة من المدارس، ومنعت بعض المدارس توزيع الكتاب في المكتبات المدرسية أو إدراجه في المناهج الدراسية. 

## الحبكة
تدور أحداث الرواية حول أرنولد سبيريت جونيور البالغ من العمر أربعة عشر عامًا والمعروف أيضًا باسم جونيور، والذي يعيش مع عائلته في محمية سبوكان الهندية بالقرب من ويلبينيت، واشنطن. الكتاب عبارة عن رواية رسائلية تُؤرخ حياة جونيور من بداية العام الدراسي إلى بداية الصيف. يتضمن السجل جونيور كلًا ورسوماته الكارتونية، بعضها يعلق بشكل هزلي على مواقفه، والبعض الآخر يصور بشكل أكثر جدية الأشخاص المهمين في حياته.
ولد جونيور مصابًا استسقاء الرأس وهو صغير بالنسبة لعمره ويعاني من نوبات صرع وضعف البصر والتلعثم واللُثغة، مما يجعله هدفًا متكررًا للتنمر للآخرين في المحمية. صديق جونيور الوحيد هو رودي، الذي يتعرض لسوء المعاملة في المنزل. على الرغم من سمعته باعتباره متنمرًا في المحمية، غالبًا ما يدافع رودي عن جونيور ويرتبطان بحبهما المشترك للرسوم الهزلية. عائلة جونيور فقيرة للغاية ولديها فرص محدودة. عندما يُصاب كلب جونيور أوسكار بضربة شمس، يجب على والده أن يقتله بإطلاق النار عليه لأنهم لا يستطيعون تحمل تكاليف طبيب بيطري.
في اليوم الأول من المدرسة، يجد جونيور اسم والدته مكتوبًا في كتابه المدرسي ويدرك كم يجب أن يكون عمر الكتاب. فيغضب ويحزن لأن المحمية سيئة للغاية لدرجة أنها لا تستطيع شراء الكتب المدرسية الجديدة، يرمي جونيور الكتاب بعنف ويضرب معلمه السيد بي عن غير قصد ويكسر أنفه. أثناء زيارته لجونيور في المنزل، يقنعه السيد بي بالانتقال إلى مدرسة ثانوية أخرى، مستشعرًا درجة من النضج المبكر فيه. يختار جونيور الالتحاق بمدرسة ريدان وهي مدرسة تقع في حي أكثر ثراءً ولا يوجد بها طلاب هنود آخرون.  وعلى الرغم من الوضع المالي لعائلته فإنهم يفعلون ما في وسعهم لتمكينه من الدخول لتلك المدرسة. مع ذلك، فإن رودي منزعج من قرار جونيور بالانتقال ويبدأون تدريجيًا في قطع الاتصال بينهما.
يُعجب جونيور بالفتاة المشهورة بينيلوبي ويصادق الطالب جوردي. منحه تعمله مع الطلاب البيض منظورًا أكبر لكل من الثقافة البيضاء وثقافته، ويجد نفسه ممزقًا بين الضغوط التي يتعرض لها للتأقلم في مدرسة ريدان وبين إحساسه بالولاء لتراثه الهندي. لقد أدرك مدى قوة روابطه العائلية مقارنة بزملائه البيض، ولاحظ أن العديد من الآباء البيض لم يحضروا أبدًا الأحداث المدرسية. يدرك جونيور أيضًا أن الطلاب البيض لديهم قواعد مختلفة عن تلك التي نشأ عليها، ويظهر ذلك عندما يتفاعل مع إهانة نجم المدرسة الرياضي روجر بلكمه في وجهه، كما هو متوقع منه في المحمية. لدهشته لم يسعى روجر أبدًا للانتقام في الواقع ينتهي به الأمر فقط باحترام جونيور أكثر بعد الحادث. يقترب جونيور أيضًا من بينيلوب مما يزيد بشكل كبير من شعبيته باعتباره الصديق تقريبًا للفتاة الأكثر شعبية في المدرسة.
يقترح روجر أن يجرب جونيور اللعب مع فريق كرة السلة. لمفاجأة جونيور قام بتكوين فريق الجامعة، الذي يضعه في مواجهة مدرسته السابقة ويلبينيت ورودي، وهو الطالب الجديد النجم في ويلبينيت. عندما يدخل جونيور الملعب في أول مباراة له، يطلق زملاؤه السابقون صيحات الاستهجان عليه ويهينونه. ويعاني جونيور من بعض الإصابات من المباراة، وتحديدًا من رودي الذي أفقده الوعي لكن مدربه يثني على التزامه تجاه الفريق
في وقت لاحق، أصُيبت جدة جونيور وقتلت على يد سائق مخمور. بعد جنازتها، أطلق صديقه بوبي النار على صديق العائلة يوجين في وجهه بينما كان كلاهما في حالة سكر ويتشاجران على آخر رشفة من الكحول. في وقت لاحق، فازت مدرسة ريدان بمباراتها الثانية ضد مدرسته القديمة ويلبينيت. يشعر جونيور بالانتصار حتى يرى نظرة الهزيمة على وجوه لاعبي ويلبينيت ويتذكر قلة الأمل في مستقبله أثناء نشأته في المحمية. خجلًا يركض إلى غرفة تبديل الملابس ويتقيأ وينهار باكيًا. لاحقًا، يتلقى جونيور أخبارًا عن مقتل أخته وزوجها في حريق في مقطورتهم.
المآسي التي تصيب جونيور وعائلته على الرغم من إجباره على التشكيك في مستقبله والتفكير في الجوانب المظلمة لثقافة المحمية، تؤكد من جديد حبه لعائلته وأصدقائه، ويتعلم في النهاية التعرف على أنه هندي وأمريكي. يدلاك رودي لاحقًا أن جونيور هو البدو الوحيد في المحمية مما يجعله هنديًا تقليديًا أكثر من أي شخص آخر هناك. في النهاية، يتصالح جونيور ورودي أثناء لعب كرة السلة ويقرران التواصل بغض النظر عن المكان الذي يأخذهما إليه المستقبل.

## الخلفية

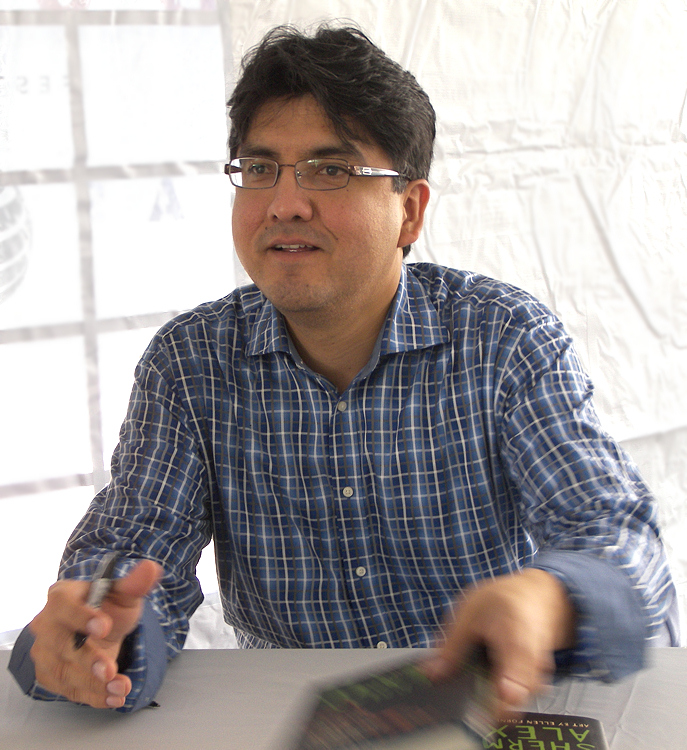
المؤلف شيرمان أليكسي في مهرجان تكساس للكتاب عام 2008

رواية اليوميات الحقيقية تماما لهندي غير متفرغ هي شبه سيرة ذاتية.  بدأت الرواية كجزء من مذكرات عائلة شيرمان أليكسي، ولكن بعد إصرار محرر شاب بالغ، قرر استخدامها كأساس لروايته الأولى للشباب.  وعلق شيرمان أليكسي قائلاً: إذا كنت سأخمن النسبة المئوية، فسيكون ذلك صحيحًا بنسبة ثمانية وسبعين بالمائة تقريبًا. مثل أرنولد  نشأ شيرمان أليكسي في محمية سبوكان في ويلبينيت مع أب مدمن على الكحول.   لقد ولد أيضًا مصابًا باستسقاء الرأس، لكن أليكسي لم يكن لديه أي عوائق في النطق.  تعرض أليكسي أيضًا للمضايقة بسبب نظارته ذات الإطار القرني التي أصدرتها الحكومة وأطلق عليها زملاؤه الطلاب لقب "العالم" بسبب رأسه العملاق.  تشابه آخر بين ألكسي وشخصيته أرنولد هو أن أليكسي ترك المحمية أيضًا للالتحاق بالمدرسة الثانوية في مدرسة ريردان ، لكن أليكسي اختار الذهاب إلى ريردان للحصول على الاعتمادات المطلوبة التي يحتاجها للذهاب إلى الكلية.  أصبح أليكسي اللاعب النجم في فريق ريردان لكرة السلة وكان الهندي الوحيد في الفريق.  المشهد الذي يجد فيه أرنولد أنه يستخدم نفس الكتاب المدرسي الذي استخدمته والدته قبل ثلاثين عامًا كان حقيقيا من تجارب أليكسي الخاصة. الفرق الوحيد بين حياة أليكسي والرواية هو أن أليكسي ألقى الكتاب على الحائط من شدة الغضب ولم يضرب أحداً كما فعل جونيور. 
في كتاباته الخاصة يصف أليكسي نفسه بشكل غير اعتذاري بأنه نوع من الخلط غريب نوعًا ما وليس تقليديًا. أنا طفل من سكان المدن ذهب إلى المناطق الحضرية، وهذا ما أكتب عنه لم أتظاهر أبدًا بأن أكون خلاف ذلك.  يقول أليكسي في مقال شخصي لهندي الذكي هو شخص خطير الهندي الذكي موضع خوف وسخرية على نطاق واسع من قبل الهنود وغير الهنود على حد سواء.  يلخص جونيور هذا النوع من الخبرة عندما يتلقى انتقادات شديدة من مجتمعه القبلي ومن أقرانه والمعلمين في مدرسته الجديدة، ريدان. في القصة الشخصية، ينعكس شرح أليكسي المستمر لتجربته الخاصة في قصة جونيور.  يتذكر أليكسي قائلاً: كنت أتشاجر مع زملائي في الصف بشكل يومي. أرادوا مني أن أبقى هادئا عندما طلب المعلم غير الهندي إجابات ... … كان من المتوقع أن نفشل في العالم غير الهندي  من خلال نجاح جونيور في ريدان وإدراكه للحياة في المحمية يمثل أليكسي إمكانية نجاح الأطفال الأمريكيين الأصليين - من خلال هزيمة التوقعات بأنه محكوم عليه بالفشل، هزم جونيور ما كان يعتقد أنه لا يستطيع تحقيقه.  تظهر تأملات أليكسي مرة أخرى أن تجارب جونيور هي شبه سيرة ذاتية.

## الشخصيات
أرنولد سبيريت جونيور أكا جونيور
المُلقب بجونيور، أرنولد هو صبي يبلغ من العمر أربعة عشر عامًا يعيش في محمية سبوكان الهندية. يستمتع بلعب كرة السلة ورسم الرسوم المتحركة في أوقات فراغه. يشعر جونيور وعائلته إلى جانب الآخرين في المحمية بالآثار اليومية للفقر وأوجه القصور المالية - غالبًا ما لا يكون في منزلهم ما يكفي من الطعام لتناوله أو ما يكفي من المال لملء خزان الوقود في السيارة، مما يجبره على الذهاب إلى المدرسة أو عدم الذهاب على الإطلاق. إنه ذكي بشكل لا يصدق. ينتقل من المدرسة في المحمية إلى مدرسة ريردان حيث جميع الطلاب تقريبا من البيض.
أغنيس آدامز سبيريت والدة جونيور
عاشت أغنيس وهي هندية سبوكان في المحمية طوال حياتها. إنها كاذبة سيئة تُحب قراءة الكتب ويعتبرها أطفالها ذكية جدًا. إنها مدمنة على الكحول سابقًا وينظر إليها جونيور على أنها غريبة الأطوار: "إنها جهاز تسجيل بشري" يشرح جونيور "حقًا، يُمكن لأمي قراءة الصحيفة في خمس عشرة دقيقة وتخبرني بنتائج البيسبول وموقع كل حرب وآخر رجل يفوز باليانصيب وارتفاع درجة الحرارة في دي موين، أيوا".
أرنولد سبيريت والد جونيور
مُدمن على الكحول لكنه داعم لأسرته. على الرغم من أنه يختفي أحيانًا إلا أنه يُحاول رعاية أسرته وغالبًا ما يصل جونيور إلى ريردان. يعزف على البيانو والجيتار والساكسفون. كان يمكن أن يكون موسيقي جاز لو توفر لديه المزيد من الوقت والمال.
مدرب
مدرب فريق كرة السلة في مدرسة ريردان الثانوية. على عكس المعلمين الذين يخشون حضور جونيور في ريردان، لا يهتم المدرب اندفاع جونيور. إنه يدعم جونيور داخل وخارج الملعب. يصبح المدرب أب روحي لجونيور، ولكنه يصبح أيضًا صديقًا مثاليًا، حيث يُساعد جونيور في الأوقات الصعبة. الرواية لا تُعطي اسمًا له أبدًا حيث يُشار إليه دائمًا باسم المدرب.
داون
عندما كان أرنولد سبيريت يبلغ من العمر اثني عشر عامًا أحب هذه الفتاة. كانت أول حب له. فكر في داون عندما قال لرودي إنه يحب بينيلوب.
يوجين
أفضل صديق لوالد جونيور. "كان يوجين رجلًا لطيفًا ومثل عمي لكنه كان في حالة سكر طوال الوقت"، يكشف جونيور. أصبح فني طوارئ طبية (EMT) لخدمة الإسعاف القبلية ولفترة وجيزة كان يقود رئيس الطرق الهندي عام 1946. يموت يوجين بعد أن أطلق صديقه المقرب بوبي النار على وجهه أثناء نزاع حول الكحول. بوبي يشنق نفسه في السجن.
جوردي
غوردي هو طالب يدرس في ريردان ويرتدي نظارات ويفعل كل شيء باسم العلم. يتحدث غوردي دائمًا بطريقة متطورة ومناسبة طوال الرواية. إنه أحد أذكى الطلاب في المدرسة وأصبح في النهاية أول صديق حقيقي لجونيور في ريردان. يساعد غوردي أيضًا جونيور في العمل المدرسي ويشجعه على الاستمتاع بقراءة الكتب.
روح الجدة
جدة جونيور. إنها مصدر جونيور للمشورة والدعم حتى تموت بعد أن صدمها سائق مخمور أثناء سيرها على جانب الطريق في طريقها إلى المنزل. كانت كلماتها الأخيرة "سامحه"، مما يعني أنها أرادت أن تسامح عائلتها السائق المخمور جيرالد لضربها وقتلها. ومن المفارقات أنها لم تتناول مشروبًا في حياتها. كانت أيضًا متسامحة للغاية ومحبة لجميع الناس. جدة جونيور هي الشخص المفضل لديه في العالم. "كان آخر عمل لجدتي على الأرض دعوة للمغفرة والحب والتسامح"، يتذكر جونيور في الصفحة 157.
ماري
أخت جونيور. ماري لديها شعر طويل وتلقب "بماري تهرب". تحب كتابة القصص الرومانسية ويعتبرها جونيور "جميلة وقوية ومضحكة". كانت ذكية لكن لم يكن لديها المهارات اللازمة للحصول على وظيفة. لم تذهب إلى الكلية أو تحصل على وظيفة بعد المدرسة الثانوية؛ بدلا من ذلك انتقلت إلى مونتانا مع زوجها الجديد الذي التقت به في كازينو المحمية. تموت ماري وزوجها بسبب حريق في منزلهما المقطورة بعد أن نسي أحد رواد الحفلات قدرا من الحساء. انجرفت ستارة على الطبق الساخن وسرعان ما ابتلعت المقطورة. قيل لجونيور أن ماري لم تستيقظ أبدا لأنها كانت في حالة سكر شديد.
مليندا
تعمل ميليندا في مكتب مدرسة ريردان الثانوية. تبلغ من العمر 50 عامًا
السيد بي
مُدرس الهندسة البيضاء للمبتدئين في مدرسة ويلبينيت الثانوية. قام بتوجيه ماري أخت جونيور الكبرى ويريد مساعدة جونيور على مغادرة المحمية. يأسف السيد بي للطريقة التي عامل بها طلابه عندما كان أصغر سنًا. إنه قصير وأصلع وشارد الذهن بشكل لا يصدق. غالبًا ما ينسى الذهاب إلى المدرسة، لكنه "لا يتوقع الكثير من طلابه". تحدث نقطة تحول رئيسية في حبكة الرواية عندما يلقي جونيور كتاب الرياضيات الخاص به على السيد بي بعد إدراك فقر المحمية.
بينيلوب
حُب جونيور وصديقة جيد من مدرسة ريردان الثانوية. لديها شعر أشقر ويعتقد جونيور أنها جذابة للغاية. تستمتع بمساعدة الآخرين وهي مصابة بالشره المرضي، ولديها أب عنصري يدعى إيرل. تحظى بشعبية وتلعب في فريق ريردان للكرة الطائرة. إنها مهووسة بترك البلدة الصغيرة وراءها والسفر حول العالم. قررت في البداية أن تكون قريبة من جونيور ولكن مع اقتراب نهاية الروايةأصبحت صديقة جونيور
روجر
روجر هو جوك في مدرسة ريردان الثانوية. عند مقابلة جونيور يستخدم روجر الإهانات العنصرية لإهانته وفي النهاية يصبح الأمر عنصريًا لدرجة أن جونيور يضربه بلكمه في وجهه. على عكس توقعات جونيور يبدأ روجر بعد ذلك في احترام جونيور ويصبح الاثنان صديقين تدريجيا. ويساعده أحيانًا ماليًا وأحيانًا أخرى بالمشورة.
رودي
رودي هو أفضل صديق لجونيور. إنه "طويل ونحيل وقوي مثل الثعبان". طوال الرواية، يُسيء إليه والده مما يؤدي إلى سلوكه الشبيه بالتنمر. يحب قراءة القصص المصورة مثل آرتشي. تساعده القصص المصورة على الهروب من متاعب العالم الحقيقي. كان جونيور ورودي أفضل الأصدقاء منذ أن كانا صغيرين، وغالبًا ما تولى رودي حماية جونيور من التنمر داخل المحمية. ومع ذلك عندما يغادر جونيور مدرسة المحمية، يشعر رودي بالخيانة من قبل أفضل صديق له ويتحول إلى "عدو جونيور اللدود" خلال الرواية. على الرغم من أن رودي يطور كراهية عاطفية لجونيور من خلال الخيانة التي شعر بها، إلا أنهم في النهاية يتغلبون على وضعهم ويصبحوا أصدقاء مرة أخرى بنهاية الرواية.
تيد
تيدأبيض جاء إلى جنازة الجدة سبيريت لرد ملابس رقص بووو. أخبرته والدة جونيور أنه لم يكن زيا من هنود سبوكان، وهو يقود سيارته بعيدا، مما يمنح الجميع في الجنازة ضحكة جيدة.

## الاستقبال

### التعليقات
قال بروس باركوت من صحيفة نيويورك تايمز في مراجعة عام 2007، "لمدة 15 عامًا حتى الآن، استكشف شيرمان أليكسي الصراع من أجل البقاء بين صفائح طحن العالمين الهندي والأبيض. وقد فعل ذلك من خلال تنوع الشخصيات واختلفها، ولكن بالتأكيد قد تكون مذكرات حقيقية تمامًا لهندي بغير متفرغ أفضل أعماله حتى الآن، الكتابة في صوت صبي يبلغ من العمر 14 عامًا، يُجبر أليكسي على تجريد كل شيء من مجرد الفعل والعاطفة، بحيث تصبح القراءة أشبه بالاستماع إلى صديقك الحكيم المضحك يروي يومه أثناء انتظاره بعد المدرسة لتوصيله إلى المنزل. 
رأت صحيفة نيويورك تايمز أن هذه كانت "أول غزوة لأليكسي في هذا النوع من الكتابة، ولم يستغرق الأمر سوى كتاب واحد لإتقانه."  أشادت صحيفة سان فرانسيسكو كرونيكل به ووصفته بأنه " كتاب رائع مليء بالألم لكن لحسن الحظ الألم مليء بالفرح والفكاهة." 
علق المراجعون أيضًا على معالجة أليكسي للقضايا الصعبة. أشارت ديليا سانتوس ناشرة صفحة Civilrights.org إلى أن "أليكسي يدمج الكلمات والصور لتصوير الرحلة الصعبة التي يواجهها العديد من الأمريكيين الأصليين. ... على الرغم من أن جونيور شاب بالغ، إلا أنه يجب عليه مواجهة واقع العيش في فقر مدقع والتعامل مع التمييز ضد من هم خارج المحمية، والتعامل مع مجتمع وعائلة دمرتها وغالبا ما تقتل بسبب إدمان الكحول، وكسر الحواجز الثقافية في مدرسة ثانوية للبيض، والحفاظ على المثابرة اللازمة للأمل والعمل من أجل مستقبل أفضل.   علق أندرو فيرش ناشر مجلة فيل ديلي قائلاً: "يحجب معظم الناس معظم ذكريات المراهقة، بينما احتضنها أليكسي بروح الدعابة." 
في مراجعة أخرى نُشرت في نوفمبر 2016 على موقع طلاب داكوتا، تقول المؤلفة برينا روين إنها لم تر أبدًا الطريقة التي تنقل بها هذاه الرواية "المذكرات الحقيقية تمامًا لهندي غير متفرغ" ، الكثير من السعادة والحب والحزن.  لا يمكن مقارنة عمل أليكسي في هذه الرواية بكتب الأمريكيين الأصليين الأخرى؛ وتؤكد روين أنها لعبة كرة مختلفة تمامًا".  تستمر المراجعة في الإشارة إلى أن الموضوع المتعلق بالهوية والمنزل والعرق والفقر والتقاليد والصداقة والأمل والنجاح يظهر في جميع أنحاء الكتاب بأكمله، مما يترك القراء على حافة مقاعدهم ويريدون المزيد.  تقول روين إنها بالكاد تستطيع ترك الرواية جانبًا وتبحث بشغف عن شيء مماثل. 
في المراجعة "حياة شجاعة: النضال الحقيقي لصبي أمريكي أصلي يصنع قصة راقية" المنشورة في صحيفة الغارديان، تقول المؤلفة ديان صامويلز إن كتاب أليكسي يحتوي على "مزيج من الرسومات والعبارات البليغة والصراحة والمأساة،اليأس والأمل... وهذا يجعل هذه الرواية أكثر من مجرد قراءة مسلية، وأكثر من مجرد قصة جذابة عن طفل هندي من أمريكا الشمالية نجح في الخروج من خلفية فقيرة مسدودة دون أن يفقد علاقته بمن هو ومن أين أتى ". في بعض الأجزاء تنتقد صامويلز اعتماد أليكسي الأسلوبي على الرسوم الكاريكاتورية.  ومع ذلك، فهي تستمر في القول إن شيرمان أليكسي لديه في الغالب موهبة لالتقاط التفاصيل والنظرة العامة بطريقة متطورة وسريعة.  أنهت صامويلز مراجعتها بالقول: "إن فتح هذا الكتاب يشبه مقابلة صديق لم تقابله أبدًا في حياتك الفعلية وأن تحصل على جزء من عالمه الداخلي والخارجي. إنه إنساني وأصيل والأهم من ذلك كله أنه يتحدث." 
في المراجعة استُخدمت رواية المذكرات الحقيقية تماما لهندي غير متفرغ للتدريس حول التكوين العنصري، يقول الأستاذ بجامعة ميامي كيفن تالبرت إن أليكسي اختار أن يروي القصة من خلال عيون جونيور البالغ من العمر أربعة عشر عامًا لنقل قراءه إلى "مساحات غير مريحة أو غير متناسقة."  القول إن كتابة الرواية تسمح بتشابك موضوعات الصراع الطبقي والعنصري مع صراعات المراهقين الأكثر شيوعًا مثل الرغبات الجنسية والتحكم في الهرمونات وإدارة العلاقات مع الأصدقاء والعائلة. علاوة على ذلك، يعتقد تالبرت أن هذه الرواية على عكس روايات الشباب الأخرى، تجسد قضايا العرق والطبقة بطريقة تصل إلى جمهور أوسع.  ويذكر المقال أيضًا أن رواية جونيور في الرواية تبعث برسالة إلى المجتمع، "أن المراهقين لديهم أشياء مهمة ليقولوها، وأن كونهم في الرابعة عشرة من العمر أمر مهم. 

### التفسير النقدي
يفترض الدكتور بريان ريبلي كراندال مدير مشروع كونيتيكت للكتابة في جامعة فيرفيلد في مقالته النقدية "إضافة منظور الإعاقة عند قراءة أدب المراهقين: المذكرات الحقيقية تماما لهندي غير متفرغ لشيرمان أليكسي" أن الرواية تدم وجهة نظر تقدمية للإعاقة.  لدى أرنولد ما يسميه "الماء الموجود في الدماغ" والذي يمكن الإشارة إليه بشكل صحيح باسم استسقاء الرأس. يشير كراندال إلى أن أرنولد لا يعيقه أبدا إعاقته لكنه في الواقع يضحك على نفسه: "بقدمي الكبيرة وجسدي القلم الرصاص، بدوت مثل حرف L الذي يسير على الطريق". وفقًا لكراندال فإن الرسوم التوضيحية لإلين فورني، والتي من المفترض أن تكون الرسوم الكاريكاتورية التي يرسمها أرنولد، تمثل طريقة جديدة للراوي المعاق للتواصل مع القراء: فهم "تبدأ المزيد من التفسيرات والمحادثات حول كيفية إدراك الطلاب للآخرين الذين ليسوا مثلهم ، وخاصة الأفراد ذوي الإعاقة ".  استسقاء الرأس الذي يعاني منه أرنولد لا يمنعه من أن يصبح نجم كرة سلة في مدرسته الجديدة. تتلاشى إعاقته كأداة حبكة مع تقدم أحداث الرواية.
يُحلل ديفيد جولدشتاين في ورقته البحثية "أحلام السلة المقدسة: كرة السلة في عمل شيرمان أليكسي" أهمية كرة السلة في الرواية. ويشير إلى أنها تمثل "التوترات بين أنماط الحياة التقليدية والحقائق الاجتماعية المعاصرة".  وفقًا لجولدستين يرى جونيور/أرنولد أن الخسارة في كرة السلة هي "الخسارة في الحياة". أطفال ريدان هم الفائزون الأبديون بسبب انتصاراتهم في الملعب: "كان هؤلاء الأطفال كانوا رائعين". يُلاحظ غولدشتاين كيف أن كرة السلة هي أيضًا رياضة فقيرة في أمريكا - "إن لعبها لا يكلف شيئًا تقريبًا، ولذلك فهو مناسب للمحمية." 
تصف مقالة نيريدا ويلاند، "تمثيلات السعادة في الخيال الكوميدي للشباب: السعداء هم البؤساء" كيف أن جونيور/أرنولد هو مثال للطفل المُعقد وغير البريء الذي غالبًا ما يقدم في أدب الشباب الحديث.  كما هو مفصل في كتاب أليسون ميلر "غير مناسب للفئة العمرية: فضائح أدب الأطفال"، فقد خلق المجتمع "براءة الطفل المثالي". بطل الرواية أليكسي هو عكس هذا الرقم.
وفقًا لويلاند فإن أليكسي لا يلعب وفقًا للقواعد - استخدام الفكاهة في الكتاب موجه إلى "التسلسل الهرمي للسلطة، أو الأيديولوجيات الاجتماعية المهيمنة أو الموضوعات التي تعتبر من المحرمات".  يشير ويلاند أن التأثير الكبير لهذه الميزة من الكتاب ينكشف في الجدل الذي تسبب فيه نشره، حيث تم حظره والطعن فيه في المدارس في جميع أنحاء البلاد.  يذكر ويلاند أن كتاب أليكسي مع الرسوم التوضيحية للكوميديا السوداء لفورني يستكشف موضوعات "التوتر العنصري والعنف المنزلي والظلم الاجتماعي" بطريقة لم يسبق لها مثيل.  على سبيل المثال، يستخدم أليكسي حكاية مقتل كلب جونيور أوسكار، للتوسع في فكرة الحراك الاجتماعي، أو عدمه - يذكر جونيور أنه فهم سبب قتل الكلب بدلاً من أخذه إلى الطبيب البيطري، لأنه كان والديه فقراء و"جاءوا من فقراء جاءوا من فقراء جاءوا من فقراء، وصولاً إلى الفقراء الأوائل".   يلاحظ ويلاند كيف من المحتمل أن يشعر القراء بعدم الارتياح تجاه قيام جونيور/أرنولد/أليكسي بإلقاء الضوء على موضوعات ذات أهمية كهذه (العنصرية، والفقر، وإدمان الكحول) من خلال استخدام الكوميديا السوداء. 
تستخدم جان جونسون، الأستاذة المساعدة في الأدب الأمريكي الهندي والأفريقي بجامعة أيداهو، رواية أليكسي لاستكشاف فكرة التهميش والقمع في مجتمعات الأمريكيين الأصليين في مقالتها "شفاء جرح الروح".  تحدد جونسون "جرح الروح"، الصدمة العميقة التي عانى منها الأمريكيون الأصليون منذ الاستعمار وما زالوا يعانون منها.  يشرح هذا المصطلح كيف أصبح التصوير المستمر للشعب الأمريكي الأصلي على أنهم يعانون وعاجزون قد أصبح متأصلا في هويتهم.  تكتب جونسون، "يشعر أليكسي أنه نتيجة لهذا التاريخ القاتم، فإن المعاناة والصدمات أمران أساسيان لتجربة كونك أمريكيًا أصليًا. وتبلغ المعاناة المستمرة مكانة معرفية."  تستخدم جونسون الرواية لتوضيح أفكارها حول مستقبل الثقافة الأمريكية الأصلية. يواجه هنود سبوكان والقبائل المشابهة لهم صدمة البحث عن هوية في عالم يحاول أن يغلف ثقافة الفرد. تجادل جونسون بأن أليكسي يستخدم مذكرة لتمثيل إمكانية شفاء الصدمات التي واجهتها القبائل الأمريكية الأصلية عبر التاريخ. 
في شيرمان أليكسي، مجموعة من المقالات النقدية، يُفسر النُقاد جيف بورغلاند وجان روش تعريف جان جونسون لجرح الروح على أنه "معاناة بين الأجيال". في الصفحتين 10 و11 من المذكرات، يُوضح أليكسي مفهوم فقر الأجيال عندما يكشف أن عائلة جونيور فقيرة جدًا بحيث لا يمكنها رعاية كلب العائلة المريض: "جاء والداي من فقراء جاءوا من فقراء جاءوا من الفقراء، وصولاً إلى الفقراء الأوائل". جونيور "جريح" وهو ما يظهره أليكسي من خلال والد جونيور المدمن على الكحول وأخته المُضللة وحياته الاجتماعية المحبطة.

### استخدامها في المدارس
يستخدم العديد من معلمي اللغة الإنجليزية رواية المذكرات الحقيقية تمامًا لهندي غير متفرغ لتثقيف طلابهم حول التراث الأمريكي الأصلي.   
في إحدى المقابلات، قال أليكسي: "في هذا الكتاب، على وجه التحديد، آمل حقًا أن يصل إلى الكثير من الأطفال المريكيين الأصليين بالتأكيد، ولكن أيضًا الأطفال الفقراء من أي نوع والذين يشعرون بأنهم محاصرون بالظروف والثقافة والتوقعات المنخفضة. آمل أن يساعدهم ذلك على الخروج".  يريد أليكسي أيضًا أن "يهتم أدبه بالحياة اليومية للهنود. ويعتقد أن معظم الأدب الأمريكي الأصلي مهووس بالطبيعة لدرجة أنه لا يعتقد أن لها أي غرض مفيد. 

### الجوائز
فاز أليكسي بثلاث جوائز كُبرى لأفضل عام عن مذكراته، وهي جائزة نصف سنوية للكتب التي كتبها وعن الأمريكيين الأصليين، وجائزة كاليفورنيا التي تغطي سنويًا السنوات الأربع الماضية. الجوائز مدرجة أدناه:
- 2007 جائزة الكتاب الوطني لأدب الشباب . [35]
- جوائز أدب الشباب الهندي الأمريكي لعام 2008. أفضل كتاب للشباب من جمعية المكتبات الهندية الأمريكية. في عام 2018، ألغت آيلا هذه الجائزة بسبب العديد من مزاعم السلوك التهجمي. [36]
- أفضل الكتب للشباب من جمعية المكتبات الأمريكية لعام 2008 [37]
- 2008 جائزة بوسطن غلوب هورن للكتاب، الخيال والشعر. [8]
- جائزة اوديسي لعام 2009 باعتبارها "أفضل كتاب صوتي للأطفال أو الشباب" لهذا العام، قرأه أليكسي(فريدريك، إم دي: الكتب المسجلة، إل إل إس، 2008,(ردمك 1-4361-2490-5) ). [38]
- وسام كاليفورنيا للقارئ الشاب لعام 2010، كتاب الشباب البالغين (مؤهل للفوز مرة واحدة خلال السنوات الأربع الأولى). [39]

- "أفضل الكتب لعام 2007،" مجلة مكتبة المدرسة [40]
- 2008 "أفضل عشرة كتب للشباب"، جمعية خدمات مكتبات الشباب (يالسا). [41]
- 2009 "كتب صوتية مذهلة للشباب"، يالسا.[42]

## الجدل
كانت مذكرات حقيقية تمامًا لهندي غير متفرغ في قلب العديد من الخلافات بسبب موضوعات الكتاب ومحتواه، فضلًا عن جمهوره المستهدف من الشباب. يحظى الكتاب بمؤيدين متحمسين ومتظاهرين قلقين: "اعتقد بعض الناس أنه أعظم كتاب على الإطلاق بينما يعتقد آخرون بأنه الكتاب الأكثر انحرافًا على الإطلاق" كما قال شون توبين المشرف على منطقة تعليمية في جورجيًا.

### الرقابة
كانت رواية مذكرات حقيقية تمامًا لهندي غير متفرغ هوي الكتاب الأكثر تحديًا في الولايات المتحدة من عام 2010 إلى عام 2019  واُختير كواحد من أفضل عشرة كتب الأكثر تحديًا في عام 2010 (2)، 2011 (5)، 2012 (2)، 2013 (3)، 2014 (1)، 2017 (2)، 2018 (9)، 2020 (5)،  و2022.  وقد رفضت الرواية للأسباب التالية:  
- الاعتراف بالفقر وإدمان الكحول والجنس
- ادعاءات سوء السلوك الجنسي من قبل المؤلف
- اللغة المسيئة/ الألفاظ النابية
- عدم الحساسية الثقافية
- تعتبر ضد الأسرة
- تصويرات للتنمر
- القمار
- عنصرية
- إشارات إلى المخدرات والكحول والتدخين
- وجهة نظر دينية (محتوى مناهض للمسيحية)
- التربية الجنسية
- المراجع الجنسية
- غير مناسب للفئة العمرية
- عنف

#### بلدة أنطاكية، إلينوي (2009)
بعد سماع الآباء المحليون إشارات الكتاب إلى إدمان الكحول والموضوعات الثقافية الحساسة والتلميحات الجنسية: في بداية يونيو، حضر سبعة أولياء أمور من أنطاكية اجتماع مجلس إدارة مدرسة المنطقة رقم 117 للمطالبة بإزالة الكتاب من المنهج الدراسي. ومع ذلك، لم تُحظر الرواية من مناهج مدرسة أنطاكية الثانوية بعد الجدل. وبدلاً من ذلك، قدم قسم اللغة الإنجليزية خيارًا بديلاً للقراءة الصيفية - حيث سُمح للطلاب الذين يفضلون قراءة كتاب جون هارت داون ريفر بالقيام بذلك. 

#### مقاطعة كروك، أوريغون (2009)
في برينفيل بولاية أوريغون أثار أحد الآباء اعتراضات على مجلس إدارة المدرسة حول احتوائه على إشارات إلى العادة السرية وأنه غير مُناسب بشكل عام. ردًا على ذلك قامت منطقة مدارس مقاطعة كروك بإزالة الكتاب مؤقتًا من الفصول الدراسية. تم تأييد الإزالة لكن الكتاب ظل متاحًا للطلاب في مكتبات المدارس. 

#### ستوكتون، ميسوري (2010)
اشتكى أحد الوالدين إلى مجلس منطقة مدرسة ستوكتون بشأن العنف واللغة والمحتوى الجنسي. صوت المجلس على منع الكتاب في المكتبات المدرسية. أجري تصويت على القرار أكثر من مرة، لكن أُزيلت الرواية من مكتبة المدرسة في النهاية. 

#### نيوكاسل، وايومنغ (2010)
في عام 2010، حاولت مدرسة نيوكاسل المتوسطة في وايومنغ إدراج المُذكرات في منهج اللغة الإنجليزية للصف الثامن. في البداية، سمحت المنطقة بذلك على أساس أن الأطفال الذين لم يُسمح لهم بقراءته يمكنهم احضار ورقة مُوقعة من أجل قراءة الكتاب البديل له التانغرين. بعد حوالي أسبوعين من الإعلان لتلاميذالصف الثامن، حظر مجلس المدرسة تدريسه في المنهج الدراسي، لكنه سمح به في المكتبة لمن يرغب في قراءته. 

#### هيلينا، مونتانا (2011)
في عام 2011، اعترض أحد أولياء الأمور في منطقة مدرسة هيلينا على "اللغة الفاحشة والمبتذلة والإباحية" في الرواية. ومع ذلك، صوتت المنطقة التعليمية على الإبقاء على الرواية في المدارس.

#### ريتشلاند، واشنطن (2011)
في عام 2011، قام مدرس فنون اللغة للصف التاسع في مدرسة ريتشلاند الثانوية العامة بتجريب المُذكرات في مناهجه الدراسية، وبمساعدة طلابه، أبلغ مجلس إدارة المدرسة عن إدراج الكتاب في منهج المدرسة الثانوية.  قاموا بخطار أولياء أمور التلاميذ في الفصل مسبقًا باهتمام المعلم بالكتاب؛ ونتيجة لذلك، تمكن الآباء الذين لا يرغبون لأطفالهم قراءة الكتاب من اختيار عدم قراءته في حالة اختاروا ذلك. 
في يونيو 2011، صوت مجلس المدرسة بأغلبية 3 أصوات مقابل 2 لإزالة الكتاب من المدرسة بالكامل. لم يقرأ أعضاء مجلس الإدارة الكتاب لكنهم استشهدوا بتصويت لجنة المواد التعليمية المنقسم كسبب لحظر الرواية. 
علم أعضاء مجلس الإدارة لاحقًا أن بعض أعضاء لجنة المواد التعليمية لم يقرؤوا الكتاب، ولذلك وافق أعضاء مجلس الإدارة على التصويت مرة أخرى، لكنهم قرأوه بأنفسهم قبل التصويت.  في 11 يوليو 2011، صوت مجلس المدرسة بأغلبية 4-1 لإلغاء قراره السابق.

#### مقاطعة ديد، جورجيا (2012)
في عام 2012، تمت إزالة الكتاب من مكتبة مدرسة مقاطعة ديد وطلبت قوائم القراءة في المدرسة الثانوية بسبب شكاوى حول "الابتذال والعنصرية والمحتوى المناهض للمسيحية".

#### ماتابواسيت، ماساتشوستس (2012)
في عام 2012 في مدرسة أولد روتشستر الإقليمية الإعدادية الثانوية، اعترض على الكتاب باعتباره واجبًا باللغة الإنجليزية للصف الثامن، لكن المدرسة احتفظت به في النهاية.

#### مقاطعة يونيون، نيوجيرسي (2012)
في عام 2012، اعترض على الكتاب في دروس اللغة الإنجليزية للصف التاسع في مدرسة ويستفيلد الثانوية بسبب مواد حساسة للغاية في الكتاب بما في ذلك مقتطفات عن العادة السرية وغيرها من الإشارات جنسية صريحة الأخرى، وتشجيع على المواد الإباحية والعنصرية وعدم الاحترام الديني واللغة القوية. ومع ذلك، قرر مجلس إدارة المدرسة الاحتفاظ بالكتاب كجزء من المنهج الدراسي.

#### ياكيما، واشنطن (2013)
كتب شيرمان أليكسي روايته في ولايته واشنطن، وعلى بعد ساعات قليلة فقط بالسيارة من مكان إعداد الرواية شبه السيرة الذاتية. وقع خلاف حول مدى ملاءمة الرواية لطلاب المدارس الثانوية في منطقة مدارس ويست فالي في عام 2013. على وجه التحديد، ادعى العديد من أولياء الأمور أن الرواية تحتوي على محتوى غير لائق وجنسي ولغة غير مناسبة لطلاب المدارس الثانوية. 
وحتى الآن، سُجلت أربع شكاوى رسمية بشأن الرواية.  ونتيجة لذلك، تمت إزالة روايةأليكسي من فصول الصف العاشر وتغيرهابأدبيات تكميلية للصفين الحادي عشر والثاني عشر، بدلاً من القراءة المطلوبة. 

#### كوينز، نيويورك (2014)
أزالت مدرسة متوسطة في كوينز المذكرات من قائمة القراءة المطلوبة بسبب إشارتها إلى العادة السرية، والتي اعتبرتها المدرسة غير مُناسبة لطلاب المدارس المتوسطة.

#### بيلينغز، مونتانا (2014)
رفض الكتاب في قائمة القراءة للصف العاشر في مدرسة سكاي فيو الثانوية، حيث اشتكى أحد الوالدين قائلاً: "هذا الكتاب كتبه أمريكي أصلي بشكل مثير للصدمة،يُعزز جميع الصور النمطية السلبية لشعبه ويفعل ذلك من وجهة نظر فظة وفاحشة وغير مصفاة لطالب في الصف التاسع نشأ في المحمية." لكن لم يُزل الكتاب من قائمة المدرسة.

#### مقاطعة جيفرسون، فيرجينيا الغربية (2013)
اشتكى أحد الوالدين في مقاطعة جيفرسون من الطبيعة الرسومات في الرواية، مما أدى إلى سحب الكتاب من جميع مدارس المقاطعة.

#### سويت هوم، أوريغون (2014)
أعرب بعض أولياء أمور الطلاب في فصل اللغة الإنجليزية لثانوية سويت هوم جونيور عن قلقهم بشأن محتوى الكتاب، وتحديدًا تجسيد النساء والفتيات الصغيرات في الكتاب. أدت هذه المخاوف إلى الطعن رسميًا. 

#### منطقة مدارس غرب آدا، أيداهو (2014)
في أبريل 2014، سحبت المذكرات من قائمة القراءة التكميلية لمنطقة ميريديان بعد رفض أغلب الآباء لموضوع الرواية. كان الكتاب جزءًا من منهجها الدراسي منذ عام 2010. احتج الطلاب لإزالة الرواية لكنهم لم ينجحوا.
وفقًا لمكتبات جامعة مارشال، في عام 2015، حُظر نص من النصوص المطلوبة للمناطق التعليمية في ميريديان (ID) بسبب شكوى الآباء من أنه يُناقش العادة السرية ويحتوي على ألفاظ نابية ويُنظر إليه على أنه مناهض للمسيحية.

#### برونزويك، كارولاينا الشمالية (2014)
في 1 يوليو 2014، قدمت إحدى الجدات في برونزويك بولاية نورث كارولينا شكوى ضد المذكرات في مدرسة سيدار جروف المتوسطة. وبعد أسبوعين، اجتمعت اللجنة الاستشارية الإعلامية بالمدرسة ووافقت بالإجماع على إبقاء الكتاب ضمن مناهجها الدراسية لأن اللجنة رأت قيمة "التصوير الواقعي للتنمر والعنصرية، فضلاً عن الحاجة إلى التسامح والوعي بالاختلافات الثقافية".  استأنفت الجدة فرانسيس وود القرار وظلت مُصرة على أن "هذا الكتاب غير مقبول أخلاقيًا ... كل شيء فيه مُهين. لا يُوجد فيه أي شيء يبعث على الارتقاء."
بعد عام واحد، قدمت وود شكوى ضد الكتاب مرة أخرى، هذه المرة في مدرسة ويست برونزويك الثانوية. ورُفضت هذه الشكوى أيضًا عندما رد مدير مدرسة ويست برونزويك الثانوية بعد بضعة أيام بأن سياسة مجلس إدارة مدرسة المقاطعة هي أن قرارهم بشأن الكتاب مخصص لجميع المدارس في المقاطعة، وأنه لا يمكن إعادة النظر فيها لمدة سنتين.

#### هايلاند بارك، تكساس (2015)
في عام 2015، قام المشرف على منطقة المدارس المستقلة في هايلاند بارك بتعليق المذكرات من قائمة الكتب المعتمدة بالمدرسة. كان التعليق قصيرًا جدًا، وأعاد المشرف الكتاب بعد فترة وجيزة.

#### هاستينغز أون هدسون، نيويورك (2020)
في عام 2020،أُضيف الكتاب لفصل فنون اللغة الإنجليزية للصف الثامن في مدرسة فراجوت المتوسطة. عند قراءة فقرة تحتوي على كلمة زنجي وجماع جنسي مع حيوان بصوت عالٍ في الفصل دون إعداد كافٍ من قبل المعلم، أفيد أن هذا تسبب في ضرر نفسي لطالب أمريكي من أصل أفريقي وأن أعضاء المجتمع المدرسي شعروا بعدم الارتياح والتهميش أثناء قراءة ومناقشة هذا الكتاب وتقرر وقف مناقشة الكتاب فورًا لمنع المزيد من الضرر. سيتم إعادة تقييم الكتاب من قبل قسم اللغة الإنجليزية لاستخدامه في المستقبل. 

### الدفاع عن الرواية
دافع أليكسي عن الرواية من خلال التأكيد على فرص التعلم الإيجابية التي يكتسبها القُراء من التعرض لهذه الجوانب القاسية من الحياة المعاصرة. يصف تجربته الخاصة مع البالغين الذين يحاولون إخفاءه وحمايته من المعاناة والمصاعب:
قال أليكسي إن الطلاب تمكنوا أيضًا من ربط قصته بتجاربهم الصعبة مع الاكتئاب ومحاولة الانتحار وحرب العصابات والاعتداء الجنسي والجسدي وغياب الوالدين والفقر والعنصرية وصعوبات التعلم. هو دون:
يعود الفضل إلى الكتاب في معالجة التجارب والقضايا التي يواجهها الطلاب الأمريكيون الأصليون في نظام المدارس العامة.
حتى أن البعض ناقش مزايا الكتاب بينما ذكر أيضا مخاطر تعريض الأطفال للمشاهد الأكثر قسوة. في مقال عن الرقابة، كتبت مؤلفة الخيال الشاب راكيل ريفيرا:

## وسائط

### كتاب مسموع
يقرأ المؤلف شيرمان أليكسي بنفسه الكتاب الصوتي 'المذكرات الحقيقية تماما لهندي غير متفرغ، والذي فاز بالعديد من الجوائز لإنشائه صوتًا مميزًا من منظور الشخص الأول. تقول الناقدة كريستي جيمتيغارد: "إن أليكسي هو الخيار الأمثل لقراءة قصته".  يستطيع أليكسي نقل الرسائل التي تكشفها الرسوم الكاريكاتورية والرسومات والرسومات المفقودة في النص المطبوع.  فاز أليكسي، الذي يتمتع بخبرة كخطيب، بجائزة بطولة سيرك تاوس الشعري العالمية للوزن الثقيل لثلاث سنوات متتالية لبراعته الخطابية.

### الفيلم
وفقًا لهوليوود ريبورتر في ديسمبر 2016 حصلت شركة صور فوكس 2000 على حقوق الإنتاج مذكرات حقيقية تمامًا لهندي غير متفرغ. يتكون فريق الإنتاج من هيو جاكمان وويك جودفري وإسحاق كلاوسنر ولورين شولر دونر. الفيلم قيد العمل حاليًا، ولم يُعلن عن تاريخ إصداره حتى الآن.

## ملحوظات
1. 1 2  Alexie, p. 13.
2. ↑  Alexie, p. 148.
3. ↑  Alexie, p. 70.
4. ↑  Alexie, p. 157.
5. ↑  Alexie, p. 28.
6. ↑  Alexie, p. 32.
7. ↑  Alexie, p. 15.

## الروابط الخارجية
- "The Absolutely True Diary of a Part-Time Indian data visualization and analysis". LitCharts.com. مؤرشف من الأصل (online and PDF) في 2023-12-02. اطلع عليه بتاريخ 2017-02-23.
- Scholastic's The Absolutely True Diary of a Part-Time Indian Teaching Guide. Retrieved 31 May 2017
- Books Unbanned, Brooklyn Public Library